# Бристоль (Флорида)
Бристоль (англ. Bristol) — місто (англ. city) в США, в окрузі Ліберті штату Флорида. Населення — 918 осіб (2020).

## Географія
Бристоль розташований за координатами 30°25′32″ пн. ш. 84°58′38″ зх. д. / 30.42556° пн. ш. 84.97722° зх. д. (30.425515, -84.977316).  За даними Бюро перепису населення США в 2010 році місто мало площу 4,26 км², уся площа — суходіл.

### Клімат
| Клімат : Бристоль            | Клімат : Бристоль | Клімат : Бристоль | Клімат : Бристоль | Клімат : Бристоль | Клімат : Бристоль | Клімат : Бристоль | Клімат : Бристоль | Клімат : Бристоль | Клімат : Бристоль | Клімат : Бристоль | Клімат : Бристоль | Клімат : Бристоль | Клімат : Бристоль |
| Показник                     | Січ.              | Лют.              | Бер.              | Квіт.             | Трав.             | Черв.             | Лип.              | Серп.             | Вер.              | Жовт.             | Лист.             | Груд.             | Рік               |
| Абсолютний максимум, °C      | 28,3              | 29,4              | 32,2              | 33,3              | 37,8              | 38,9              | 38,9              | 38,3              | 36,7              | 35,0              | 30,6              | 28,9              | 38,9              |
| Середній максимум, °C        | 17,8              | 19,4              | 23,3              | 26,1              | 30,0              | 32,2              | 32,8              | 32,2              | 31,1              | 27,2              | 22,8              | 18,9              | 26,2              |
| Середня температура, °C      | 11,1              | 12,8              | 16,1              | 18,9              | 23,3              | 26,1              | 27,2              | 26,7              | 25,0              | 20,6              | 16,1              | 12,2              | 19,7              |
| Середній мінімум, °C         | 4,4               | 5,6               | 8,9               | 11,1              | 16,1              | 20,0              | 21,7              | 21,1              | 18,9              | 13,9              | 9,4               | 5,6               | 13,1              |
| Абсолютний мінімум, °C       | −15,6             | −17,8             | −7,2              | −0,6              | 2,2               | 9,4               | 15,6              | 15,0              | 8,9               | 0,6               | −6,7              | −11,1             | −17,8             |
| Норма опадів, мм             | 122               | 125               | 149               | 93                | 128               | 150               | 187               | 172               | 105               | 104               | 89                | 96                | 1520              |
| ---------------------------- | ----------------- | ----------------- | ----------------- | ----------------- | ----------------- | ----------------- | ----------------- | ----------------- | ----------------- | ----------------- | ----------------- | ----------------- | ----------------- |
| Джерело: The Weather Channel |                   |                   |                   |                   |                   |                   |                   |                   |                   |                   |                   |                   |                   |

## Демографія
Згідно з переписом 2010 року, у місті мешкало 996 осіб у 365 домогосподарствах у складі 233 родин. Густота населення становила 234 особи/км².  Було 404 помешкання (95/км²).
Расовий склад населення:
| - 82,2 % — білих - 9,5 % — чорних або афроамериканців - 1,3 % — корінних американців - 0,2 % — азіатів - 5,1 % — осіб інших рас |

До двох чи більше рас належало 1,6 %. Частка іспаномовних становила 7,5 % від усіх жителів.
За віковим діапазоном населення розподілялося таким чином: 24,1 % — особи молодші 18 років, 59,8 % — особи у віці 18—64 років, 16,1 % — особи у віці 65 років та старші. Медіана віку мешканця становила 37,7 року. На 100 осіб жіночої статі у місті припадало 98,4 чоловіків;  на 100 жінок у віці від 18 років та старших — 90,4 чоловіків також старших 18 років.
Середній дохід на одне домашнє господарство  становив 47 420 доларів США (медіана — 35 729), а середній дохід на одну сім'ю — 57 448 доларів (медіана — 50 833). Медіана доходів становила 32 159 доларів для чоловіків та 32 778 доларів для жінок. За межею бідності перебувало 21,7 % осіб, у тому числі 36,7 % дітей у віці до 18 років та 9,4 % осіб у віці 65 років та старших.
Цивільне працевлаштоване населення становило 361 особа. Основні галузі зайнятості: освіта, охорона здоров'я та соціальна допомога — 24,4 %, публічна адміністрація — 18,0 %, будівництво — 11,4 %, роздрібна торгівля — 9,4 %.